# مريهان مجدي
مريهان مجدي (1986 -)، ممثلة مصرية. شقيقة الفنانة (روبي).

## أعمالها
- كازانوفا 2019
- بحر 2019
- ورد مسموم 2018
- ونوس 2016
- حارة مزنوقة 2015
- السيدة الأولى 2014
- مكان في القصر 2014
- الوالدة باشا 2013
- خرم إبرة 2012
- الشوق 2011
- الخروج من القاهرة 2011

## روابط خارجية
- مريهان مجدي على موقع قاعدة بيانات الأفلام العربية